# San Pablo (Heredia)
San Pablo es el distrito primero del cantón de San Pablo, en la provincia de Heredia, Costa Rica. 

## Toponimia
Nombrando en honor a Pablo de Tarso. 
El origen del nombre San Pablo, se debe a que las denominaciones de algunos cantones y distritos de Heredia se asignaron en forma simultánea en 1818, mediante una rifa organizada por las autoridades tanto eclesiásticas como civiles y militares de la época. Dichas autoridades previamente prepararon una lista de nombres de santos, y a la suerte los adjudicaron, entregando el cura una estampa al representante de cada distrito, con la imagen de su santo patrono.

## Historia
El nombre original del cantón San Pablo fue Sabanilla de Villalobos, que desde 1782 se cita en los Protocolos. No fue sino a partir de setiembre de 1819 que se menciona con la denominación actual.
Se sabe que la zona estuvo poblada desde el siglo XVIII, y su desarrollo comercial y demográfico estuvo muy ligado al vecino cantón de Heredia.

## Geografía
Tiene una superficie de 5.14 km² y una altitud de 1200 m s. n. m.

## Demografía
El distrito se considera urbano en su totalidad, e incluye el cuadrante de la ciudad de San Pablo, así como los barrios de Cruces, Las Joyas, Urbanización San Martín, Urbanización Las Brisas, María Auxiliadora (parte), Nueva Jerusalén, Puebla (parte), Uriche, La Amelia, Urbanización Los Hidalgos y Lotes Nicolás.

## Transporte

### Carreteras
Al distrito lo atraviesan las siguientes rutas nacionales de carretera:
- Ruta nacional 5
- Ruta nacional 112
- Ruta nacional 115
- Ruta nacional 503